# Al-Saqr SC
L'Al Saqr Sport Club (àrab: نادي الصقر الرياضي الثقافي, Nādī aṣ-Ṣaqr ar-Riyāḍī aṯ-Ṯaqāfī, ‘Club Esportiu Cultural del Falcó’) és un club iemenita de futbol de la ciutat de Taizz. Al-Saqr significa Falcó.
El club va ser fundat el 1969. Es proclamà campió nacional tres cops, els anys 2006, 2010 i 2014. També fou campió de la Copa Unitat els anys 2008 i 2010. Els seus colors són el groc i el negre.

## Palmarès
- Lliga iemenita de futbol:

2006, 2010, 2014
- Copa Unitat (Iemen):

2008, 2010
- Supercopa iemenita de futbol:

2010